# Ten Sharp
Ten Sharp — нидерландский поп-рок дуэт. Был основан в 1984 году.
Состоит из  Марселя Каптейна (гитара, вокал) и Нильса Хермеса (клавишные). На концертах состав группы пополняют Том Грун (бас-гитара), Ник Булт (клавишные), Йелле Сисверда (гитара), Бенни Топ (ударные) и Хуберт Херинга (саксофон).
Группа известна по своей песне «You», которая в 1991 году стала всемирным хитом.

## Состав
- Марсель Каптейн (нидерл. Marcel Kapteijn) — гитара, вокал
- Нильс Хермес (нидерл. Niels Hermes) — клавишные

## Дискография

### Студийные альбомы
- 1991 – Under the Water-Line
- 1993 – The Fire Inside
- 1995 – Shop of Memories
- 2003 – Stay
- 2020 – Something & More

### Концертные альбомы
- 1996 – Roots Live

### Сборники
- 2000 – Everything and More (Best Of)

### Синглы
Список синглов см. в англ. разделе.